# Diana Barrymore
Diana Blanche Barrymore Blythe (3. března 1921, New York – 25. ledna 1960, tamtéž), byla americká filmová a divadelní herečka.

## Životopis
Narodila se 3. března 1921 v New Yorku jako dcera známého herce Johna Barrymoreho a básnířky Blanche Oelrichsové. Když jí byly 4 roky, její rodiče se rozvedli a se svým otcem se poté stýkala jen velmi málo. I přesto se po jeho vzoru rozhodla pro herectví a vystudovala American Academy of Dramatic Arts. V roce 1940 debutovala na Broadwayi a už o rok později se objevila i ve filmu. V roce 1942 uzavřela smlouvu s Warner Bros., kde věřili že bude velkým lákadlem pro diváky.
Téhož roku zemřel její otec na cirhózu jater, kvůli jeho dlouholetému alkoholismu. Poté se i Diana stala závislou nejen na alkoholu, ale i na drogách a po několika skandálech a pokusech o sebevraždu byla umístěna do sanatoria. I tak si však během první poloviny 40. let zahrála v devíti filmech.
Dvě manželství a dva rozvody její problémy ještě zhoršily a po rozvodu se zadluženým tenistou Johnem Howardem, se ocitla téměř na mizině. I filmaři a televize o ní přestávali mít zájem a rušili s ní smlouvy. V roce 1950 umírá její matka a Diana žije se svým třetím manželem Roberetm Wilcoxem, který se na ní jen přiživuje. Po jedné z několika hádek skončila dokonce s rozbitou hlavou v nemocnici, stejně jako její přítel Tom Farrel. Robert Wilcox umírá v roce 1955 na infarkt a Diana brzy na to končí opět v nemocnici, tektokrát s celým pohmožděným obličejem po hádce s Farrelem. Po návratu se znovu vrací k nekontrolovatelnému pití, je bez peněz a dokonce se ocitá na černé listině téměř všech divadel v zemi. Za přispění své rodiny se v roce 1956 vrátila z nemocnice po rehabilitaci, přestala pít, získala práci v divadle a pokračovala ve své herecké kariéře.
Diana umírá v nemocnici na předávkování prášky a alkoholem 25. ledna 1960.

## Filmografie
Kompletní filmografie
- 1941 Lidská síla (režie Raoul Walsh)
- 1942 Eagle Squadron (režie Arthur Lubin)
- 1942 Between Us Girls (režie Henry Koster)
- 1942 Nightmare (režie Tim Whelan)
- 1943 Frontier Badmen (režie Ford Beebe a William C. McGann)
- 1943 Fired Wife (režie Charles Lamont)
- 1944 Ladies Courageous (režie John Rawlins)
- 1944 Hollywood Canteen (režie Delmer Daves)
- 1944 Dobrodružství Marka Twaina (režie Irving Rapper)
- 1949 24 hodin do smrti (režie Rudolph Maté)
- 1951 The Mob (režie Robert Parrish)